# Carlos Andrade (basquetebolista)
Carlos Eduardo Fernandes Vieira de Andrade, conhecido como Carlos Andrade (Cabo Verde, 27 de Abril de 1978) é um ex-basquetebolista português que atuava como Extremo. Ele é o irmão mais novo da basquetebolista Mery Andrade (ex-WNBA).

## Percurso
Começou no Maria Pia Sport Club. Depois representou o Clube Portugal Telecom (1996/97-1997/98-1998/99-1999/00), a Universidade de Queens
(2000/01-2001/02-2002/03), nos Estados Unidos, o FC Porto (2003/04), o Clube Atlético de Queluz (2004/05), o Frankfort Skyliners (2005-06) da Alemanha, o SL Benfica (2006-2007). Passou por Espanha, no Bruesa GBC (2008/09).
Finalmente em 2012, voltou para o SL Benfica. A não esquecer que Carlos Andrade viveu sempre na sombra de João "Betinho" Gomes até à saída do mesmo na época 2013/14. 
Esteve no clube até à época 2017/18, na altura, já com 40 anos e ainda fez uma época no Sport Algés e Dafundo, tendo depois anunciado o término a carreira. 
Representou ainda a seleção Portuguesa no EuroBasket de 2011. 

## Palmarés
Clubes
SL Benfica:
- Campeonato Nacional (4): 2012/13, 2013/14, 2014/15, 2016/17
- Taça de Portugal (4): 2013/14, 2014/15, 2015/16, 2016/17
- Taça da Liga / Hugo dos Santos (5): 2012/13, 2013/14, 2014/15, 2016717, 2017/18
- Troféu António Pratas (3): 2012/13, 2014/15, 2015/16
- Supertaça de Portugal (4): 2012, 2013, 2014, 2015, 2017

FC Porto:
- Campeonato Nacional (2): 2003/04, 2010/11
- Taça de Portugal (3): 2003/04, 2009/10, 2011/12
- Taça da Liga / Hugo dos Santos (4): 2003/04, 2009/10, 2010/11, 2011/12
- Supertaça de Portugal (3): 2003/04, 2009/10, 2010/11

CA Queluz:
- Campeonato Nacional (1): 2004/05
- Taça de Portugal (1): 2004/05
- Supertaça de Portugal (1): 2004/05

Outros registos:
- 2007-2008: Participou no All Star Game
- 2002-2003: Participou no Final Four da NCAA 2 pelos Queens University of Charlotte
- 1999-2000: Participou no All Star Game sub-24
- 1997-1998: Eleito no 5 All Star Game sub-24

## Seleção nacional
- Falhou o Eurobasquete de Madrid em 2007, por causa de uma grave lesão.
- Participou nas eliminatórias do Eurobasquete em 2009.